# Terry Jones
Terry Jones (Colwyn Bay, Gales, 1 de febrero de 1942-Londres, 21 de enero de 2020) fue un actor, director de cine, guionista, comediante e historiador británico. Fue miembro del grupo cómico Monty Python.

## Biografía
Realizó estudios de filología inglesa en la Universidad de Oxford, donde conoció a Michael Palin. Recordado por sus papeles de mujer acompañado de la voz chillona que hacía. En la tercera serie de Monty Python's Flying Circus, interpretaba innumerables papeles, como juez, masón, el hombre que hacía reír a todo el mundo y las inolvidables escenas breves en las que aparecía tocando desnudo el piano. Interpretó a la madre de Brian en La vida de Brian, filme que dirigió él mismo. Llevó a cabo también Los caballeros de la mesa cuadrada, codirigida con Terry Gilliam. Después de la disolución del grupo, se dedicó, principalmente, a la televisión; como guionista y presentador incluso llegó a dirigir un episodio de la serie Las aventuras del joven Indiana Jones. También fue guionista de la película de Jim Henson Dentro del laberinto. También dirigió documentales de historia. En 2002 dirigió dos documentales de televisión para Discovery Channel, la Historia oculta de Egipto y la Historia oculta de Roma. 
En septiembre de 2016, fue diagnosticado con afasia progresiva primaria, un tipo de demencia que le impedía hablar y comunicarse con normalidad. Falleció el 21 de enero de 2020 a los 77 años por causas naturales derivadas de dicha enfermedad. Su cuerpo fue incinerado en Golders Green.

## Filmografía (como director)
- Los caballeros de la mesa cuadrada (1975), codirigida con Terry Gilliam
- La vida de Brian (1979)
- El sentido de la vida (1983)
- Servicios muy personales (1987)
- Erik el Vikingo (1989)

- Las aventuras del joven Indiana Jones (1992), episodio: «Barcelona, mayo de 1917», director

- Viento en los sauces (1996)
- Absolutamente todo (2015)

## Premios y distinciones
Festival Internacional de Cine de Cannes
| Año  | Categoría              | Película              | Resultado |
| ---- | ---------------------- | --------------------- | --------- |
| 1983 | Gran Premio del Jurado | El sentido de la vida | Ganador   |